# 1824
1824 (MDCCCXXIV) var ett skottår som började en torsdag i den gregorianska kalendern och ett skottår som började en tisdag i den julianska kalendern.

## Händelser

### Januari
- 2 januari – Första numret av den konservativa morgontidningen Stockholms dagblad utkommer.

### Februari
- 11 februari–11 oktober – Kronprins Oscar (I) är vicekung av Norge.
- 25 februari – Esaias Tegnér utses till biskop i Växjö.

### Mars
- 25 mars – Brasilien får sin första konstitution.

### Maj
- 17 maj – Norge börjar fira denna dag som nationaldag.

### Augusti
- 6 augusti – Simón Bolívars trupper besegrar spanjorerna i slaget vid Junin.

### Oktober
- Oktober – Amerikanska flottan stiger i land på Kuba i jakt på pirater.[1]

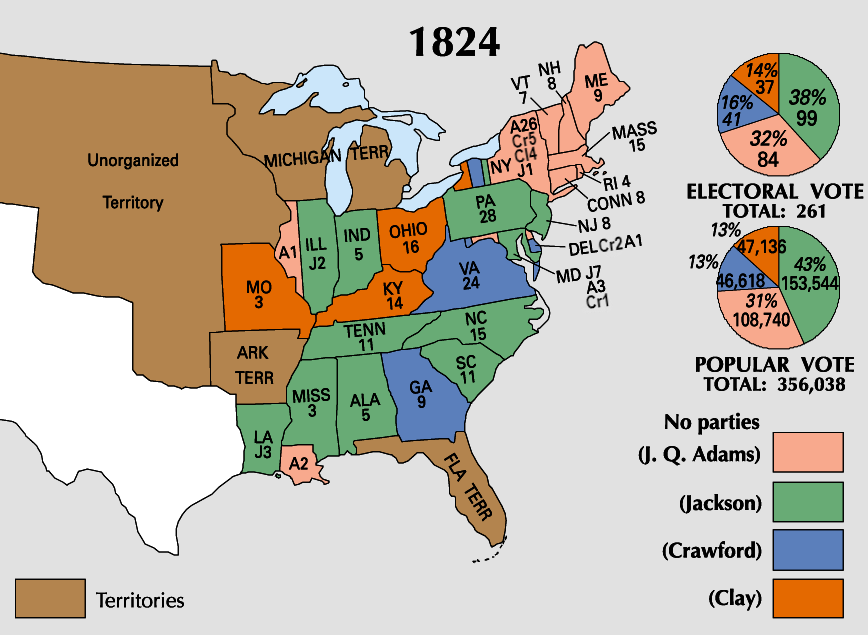
Presidentval i USA.

- 26 oktober–2 december – Nationalrepublikanen John Quincy Adams besegrar demokraten Andrew Jackson i presidentvalet i USA. Jackson får visserligen flest elektorsröster, men eftersom han inte har fått absolut majoritet avgörs valet i representanthuset, som istället väljer Adams till president. Jackson blir därmed den ende presidentkandidat i USA:s historia, som får flest elektorsröster, men ändå inte vinner valet.

### November
- November – Amerikanska flottan stiger i land på Puerto Rico i jakt på pirater.[1]

### Okänt datum
- De svenska postverket öppnar den första ångbåtslinjen mellan Ystad och Stralsund.
- Läkaren och anatomen Anders Retzius (berömd för studier av fiskars anatomi, tändernas byggnad och de mänskliga kranietyperna) blir professor vid Karolinska institutet.
- Gustaf af Wetterstedt blir svensk utrikesminister och därmed kungens språkrör gentemot oppositionen. Han kommer att spela en viktig roll inom politiken på 1830-talet.
- En kunglig kungörelse ger tillstånd att bilda privatbanker i Sverige, främst för utlåning av kapital.
- Genom en kunglig förordning tillåts avyttring av svenska fastigheter och lantgods genom lotteri när de inte kan försäljas till sitt rätta värde.
- Kronprins Oscar (I) blir kansler vid Lunds universitet.
- Ett tjugotal häften av bröderna Grimms sagor utkommer på svenska.

## Födda

### Första kvartalet

#### Januari
- 8 januari – Wilkie Collins, brittisk författare. (död 1889)
- 15 januari – Marie Duplessis, fransk kurtisan. (död 1847)
- 21 januari – Thomas Jonathan "Stonewall" Jackson, amerikansk sydstatsgeneral. (död 1863)
- 22 januari – Otto Abel, tysk historiker. (död 1854)
- 27 januari
  - Jozef Israëls, nederländsk konstnär. (död 1911)
  - David M. Key, amerikansk demokratisk politiker, senator 1875–1877. (död 1900)
- 31 januari – Johan Boström, svensk godsägare och riksdagsman. (död 1915)

#### Februari
- 7 februari – William Huggins, engelsk fysiker och astronom. (död 1910)
- 26 februari – Carl Vilhelm Trenckner, dansk orientalist. (död 1891)

#### Mars
- 2 mars – Bedřich Smetana, tjeckisk kompositör, pianist och dirigent. (död 1884)
- 4 mars – Karl Yngve Sahlin, svensk universitetslärare och filosof.

### Andra kvartalet

#### April
- 20 april – Alfred H. Colquitt, amerikansk demokratisk politiker och general, senator 1883–1894.
- 26 april – Otto Myrberg, svensk teolog.

#### Maj
- 16 maj – Levi P. Morton, amerikansk republikansk politiker, USA:s vicepresident 1889–1893.
- 29 maj – Hans Michael Schletterer, tysk musiker.

#### Juni
- 18 juni – William E. Smith, skotsk-amerikansk politiker, guvernör i Wisconsin 1878–1882.
- 20 juni – John Tyler Morgan, amerikansk general och politiker, senator 1877–1907.
- 21 juni – Adolf Wilhelm Roos, finlandssvensk politiker, generalpostdirektör i Sverige 1867–1889.
- 26 juni – Lord Kelvin, brittisk fysiker, Kelvin-skalans skapare.
- 28 juni
  - Paul Broca, fransk kirurg och antropolog, upptäckte talcentrum.
  - Adolf W. Edelsvärd, svensk arkitekt.

### Tredje kvartalet

#### Juli
- 2 juli – Cyrus G. Luce, amerikansk politiker.
- 21 juli – Stanley Matthews, amerikansk republikansk politiker och jurist.
- 27 juli – Alexandre Dumas d.y., fransk författare.

#### Augusti
- 13 augusti – Victor Kullberg, svensk urmakare.

#### September
- 4 september – Anton Bruckner, österrikisk kompositör och organist. (död 1896)
- 10 september – Gabriel-Jules Thomas, fransk skulptör. (död 1905)

### Fjärde kvartalet

#### Oktober
- 3 oktober – Edward H. Rollins, amerikansk republikansk politiker. (död 1889)

#### November
- 2 november – Sir William Peel, brittisk militär.
- 8 november – Johann Eissenhardt, tysk grafiker och målare. (död 1896)
- 20 november – William Fletcher Sapp, amerikansk republikansk politiker, kongressledamot 1877–1881.

#### December
- 10 december – George MacDonald, skotsk fantasyförfattare.
- 14 december – Pierre Puvis de Chavannes, fransk målare inom symbolismen.
- 17 december – John Kerr, skotsk fysiker.
- 22 december – Matthew H. Carpenter, amerikansk politiker, senator 1869–1875 och 1881–1885.
- 31 december – Theodore Medad Pomeroy, amerikansk republikansk politiker.

## Avlidna

### Första kvartalet

#### Januari
- 10 januari – Viktor Emanuel I, 64, kung av Sardinien 1802–1821.
- 16 januari – Fabian Wrede, 63, svensk greve och militär.
- 31 januari – Malte Ramel, 76, svensk hovkansler, riksråd och ledamot av Svenska Akademien samt tillförordnad kanslipresident 1785–1786.

#### Februari
- 1 februari – Maria Theresia von Paradis, 64, österrikisk musiker och kompositör.

#### Mars
- 29 mars – Hans Nielsen Hauge, 52, norsk lekmannapredikant.

### Andra kvartalet

#### April
- 19 april – George Gordon Byron, 36, brittisk författare.

#### Maj
- 12 maj – Jean-François-Aimé Dejean, 74, fransk greve och militär.

#### Juni
- 15 juni – Paul Brigham, 78, amerikansk politiker, guvernör i Vermont 1797.

### Tredje kvartalet

#### Juli
- 28 juli – James J. Wilson, amerikansk publicist och politiker, senator 1815–1821.
- 30 juli – John Smith, amerikansk politiker, senator 1803–1808.

#### Augusti
- 7 augusti – Nils von Rosenstein, 71, ständig sekreterare av Svenska Akademien 1786 och landshövding.
- 21 augusti – John Taylor, 70, amerikansk politiker, senator 1792–1794, 1803 och 1822–1824.

#### September
- 7 september – Nicholas Ware, 48, amerikansk politiker, senator 1821–1824.
- 16 september – Ludvig XVIII, 68, kung av Frankrike 1814–1815 och sedan 1815.

### Fjärde kvartalet

#### Oktober
- 17 oktober – Birgitte Cathrine Boye, 82, dansk psalmförfattare.

#### November
- 20 november – Carl Axel Arrhenius, 67, svensk kemist.

#### December
- 5 december – Anne Louise Brillon de Jouy, 79, fransk kompositör.
- 21 december – James Parkinson, 69, brittisk kirurg, geolog och paleontolog.

### Fotnoter
1. 1 2  ”USA:s militära insatser i utlandet 1798-2004”. Arkiverad från originalet den 9 december 2013. https://web.archive.org/web/20131209174005/http://www.history.navy.mil/library/online/forces.htm. Läst 30 januari 2011.